# Linanthus melingii
Linanthus melingii là một loài thực vật có hoa trong họ Polemoniaceae. Loài này được V.E. Grant mô tả khoa học đầu tiên năm 1959.